# Làzaros Voreadis
Làzaros Voreadis (en grec: Λάζαρος Βορεάδης) (Tessalònica, Grècia 1969) és un àrbitre grec, especialista en basquetbol.
Va néixer el 18 de juliol de 1960 a la ciutat de Tessalònica, població situada a la regió de Macedònia Central. Inicià la seva activitat com a àrbitre internacional de bàsquet durant la dècada del 2000, arribant a arbitrar la fina de la Copa Saporta l'any 2002 i el Campionat del Món júnior de 2003. Durant els Jocs Olímpics d'Estiu de 2004 realitzats a Atenes (Grècia) fou l'encarregat de realitzar el Jurament Olímpic a la cerimònia inaugural dels Jocs en representació dels àrbitres.